# Know Your Meme
Know Your Meme (дословно — «знай свой мем») — сайт, посвящённый описанию интернет-мемов.

## Описание
Сайт был запущен в декабре 2007 года в качестве видео-сервиса. Содержимое сайта может редактироваться пользователями и впоследствии одобряется или удаляется администраторами. На сайте имеется форум, блог и магазин. В марте 2011 года сайт был приобретён сетью ICHC за неназванную семизначную сумму. На конец июля 2012 года на сайте содержится описание почти 1300 интернет-мемов.
В 2023 году сайт заблокирован в России

## Награды и достижения
- 2010 год — место в шорт-листе премии Streamy Awards[6].
- 2012 год — премия Webby Awards в разделе «блог о культуре»[7].